# Арсланов, Рифхат Мухамедович
Рифхат Мухамедович Арсланов (баш. Рифхәт Мөхәмәт улы Арыҫланов; род. 8 августа 1946, Уфа) — художник, заслуженный деятель искусств Российской Федерации (1999) и Башкирской АССР (1989), народный художник Республики Башкортостан (2013), член Союза художников России и Республики Башкортостан, член театральных деятелей России, профессор Уфимской государственной академии искусств им. З. Исмагилова.

## Биография
Рифхат Мухамедович Арсланов родился в Уфе в 1946 году. Отец, Арсланов, Мухамед Нуриахмедович, народный художник Республики Башкортостан, работал в Башкирском государственном театре оперы и балета. Мать, Салигаскарова Магафура Галилулловна, оперная певица 1940—1970-х годов.
Профессиональное академическое образование Рифхат Арсланов получил в Московском художественном институте им. Сурикова (класс профессора, академика М. М. Курилко и профессора М. Н. Пожарской) в 1978 г. Стажировался в ГАБТ под руководством Н. Н. Золотарева.
С 1968 года работает в Башкирском государственном театре оперы и балета.
Арсланов Р. М. — один из ведущих художников Башкортостана. Его работы хранятся в Башкирском художественном музее им. М. Нестерова, в музее им. А. А. Бахрушина, в музее им. М. Глинки, в дирекциях выставок СССР, России, в музеях США, Канады, Испании, Германии и зарубежных частных коллекциях.
Творческую деятельность художник совмещает с педагогической, являясь профессором Уфимской государственной академии искусств им. З. Исмагилова и заведующим кафедрой Академии ВЭГУ (Уфа). На кафедре живописи УГИИ работает с 1978 г.
Рифхат Арсланов — заслуженный деятель искусств РФ и РБ, член Союза художников Российской Федерации и Республики Башкортостан.

## Ученики
Лауреат международных фестивалей — Байрамгулов В.; премии СХ РФ — Хисматуллина А. Дипломант международных и всероссийских выставок, член Союза художников РФ, худ.-постанощик БАТД им. Гафури — Арсланова Д. Иванов Е. — заслуженный деятель искусств РФ; Габидуллина Н. — член Союза художников РФ, главный художник, художник-постановщик НМТ Уфы; Гизатуллин Э. — сценограф ГАБТ (Москва); Гилязева Ю. — художник НМТ; Шаихрисламова Д. — худ. Башкиностудии; Юлаева А. — художник Драматического театра г. Бугульма; Мухаметшин С. — художник Башкирского Телевидения.

## Творчество
Оформил оперы: «Фра-Дьяволо» Д. Обера, «Фауст» Ш. Гуно, «Максимка» Б. Терентьева, «Евгений Онегин» и «Пиковая дама» П. Чайковского, «Салават Юлаев» и «Акмулла» З. Исмагилова, «Нэркэс» Х. Ахметова, «Дон Паскуале» Г. Доницетти, «Дауыл» Р. Муртазина; мюзиклы «Бременские музыканты» Г. Гладкова, «Биндюжник и король» А. Журбина; балеты: «Маугли» М. Ахметова, «Легенда о курае» Р. Хасанова, «Орфей» Е. Фомина, «Сестра Керри» Р. Паулса, «Тиль Уленшпигель» Р. Штрауса, «Тысяча и одна ночь» Ф. Амирова, «Черноликие» Х. Заимова, А. Чугаева, «Пахита» Л. Минкуса, «Вальпургиева ночь» Ш. Гуно; хореографические миниатюры: «Пьяный Силен» О. Нуссио, «Наваждение» М. Равеля, «Па-де-катр» Ц. Пуни. Поставил более 100 спектаклей на сценах драмтеатров Башкортостана, России и стран СНГ.
Среди последних работ Арсланова на сцене Башкирского театра оперы и балета — спектакли «Кахым-туря» (2002), «Сильва» (2005), «Акмулла» (2006), «Золотой цыплёнок» (2008), «Вальпургиева ночь» (2010), «Кодаса»(2010), «Хрустальная туфелька»(2011), «Салават Юлаев» (2016), «Журавлиная песнь» (2017).

## Выставки
- Республиканские выставки, Уфа, 1970, 1974, 1976, 1977.
- Выставка произведений художников 3-х зон, посвященная 100-летию со дня рождения В. И. Ленина, Москва, 1971.
- Выставка произведений художников автономных республик РСФСР, Москва, 1971.
- Выставка «Художники театра и кино РСФСР».Всероссийская выставка. Ленинград, (Центральный выставочный зал «Манеж», 1974.
- Зональная выставка «Урал социалистический», Уфа, 1974.
- «Итоги сезона». Всероссийская выставка произведений художников театра. Москва, (Центральный выставочный зал), 1974.
- Всероссийская выставка «Советская Россия», Москва, 1975.
- «Пражская квадриеннале». Международная выставка сценографии. Прага,Чехословакия, 1975.
- Выставка «Слава труду», Москва. 1976.
- Всероссийская молодёжная выставка, Москва, 1976.
- Всесоюзная молодёжная выставка, Москва, 1976.
- Всероссийская выставка «60 лет Октября», Москва, 1977.
- Международная выставка сценографии. Загреб,Югославия, 1978.
- Всесоюзная выставка произведений художников театра, кино, телевидения. Москва, Центральный выставочный зал, 1979.
- «Художники театра Башкирской АССР».Республиканская выставка. Москва, Всероссийское театральное общество, 1979.
- Зарубежная передвижная выставка произведений художников театра и кино РСФСР. Варшава, Польша; Хельсинки, Финляндия, 1983.
- Персональная выставка сценографии. Ульяновск, (Ульяновский областной драматический театр), 1984.
- «Художники театра и кино». Всероссийская выставка. Казань, Центральный выставочный зал союза художников ТАССР, 1985.
- Персональная выставка к 40-летию со дня рождения (сценография, живопись). Уфа, Республиканский русский драматический театр, 1986.
- «Советские театральные художники». Зарубежная выставка. Нови-Сад,Югославия, 1987.
- Всесоюзнвя выставка произведений художников театра и кино, посвящённая 70-летию Великой Октябрьской Социалистической Революции. Москва,Центральный дом художника, 1987.
- Персональная выставка(живопись, сценография). Уфа, Уфимская художественная галерея, 1994.
- Персональная выставка живописи. Уфа, Национальная библиотека имени Ахмет-Заки Валеди, 1994.
- Персональная выставка живописи, в рамках произведений художников-башкир, посвящённая l Всемирному курултаю башкир. Уфа, Башкирский театр оперы и балета, 1995.
- Персональная выставка живописи и сценографии; совместно с Арслановой Дианой Рифхатовной. Уфа, Галерея современного искусства, 1995.
- Выставка произведений художников-башкир, посвящённая I Всемирному курултаю башкир. Первая выставка ТО «Артыш». Уфа, Уфимская художественная галерея, 1995.
- III выставка ТО «Артыш», посвящённая годовщине I Всемирного курултая башкир. Уфа, галерея современного искусства Урал Республиканский центр народного творчества Республики Башкортостан, 1996.
- «„Артыш“ в Магнитогорске». IV выставка ТО «Артыш». Магнитогорск, Магнитогорская картинная галерея, 1996.
- V выставка ТО «Артыш», посвящённая презента- ции краткой энциклопедии «Башкортостан». ДК «Нефтяник» (ныне — ГК3 «Башкортостан»), 1996.
- «„Артыш“ в Казани». VIII выставка ТО «Артыш». Казань, Центральный выставочный зал союза художников Республики Татарстан, 1997.
- «„Артыш“ в Набережных Челнах». IX выставка TО «Артыш». Набережные Челны, картинная галерея Республики Татарстан, 1997.
- Персональная выставка к 85-летию М. Н. Арсланова и 50-летию Р. М. Арсланова (живопись, сценография; совместно с М. Н. Арслановым, сценография). Уфа, Башкирский государственный художественный музей им. М. В. Нестерова, 1998.
- Персональная выставка живописи. Уфа, выставочный зал Башкирского театра оперы и балета, 1999.
- Выставка произведений художников-сценографов Республики Башкортостан в рамках III Международного фестиваля тюркоязычных театров «Туганлык». Уфа, уфимская художественная галерея, 2000.
- «Мой Башкортостан». XIII выставка ТО «Артыш» в рамках Республиканской гала-выставки произведений художников Башкортостана, посвящённой II Всемирному курултаю башкир, Уфа, Уфимская художественная галерея, 2002.
- Персональная выставка живописи, Уфа, Центральный офис Социнвестбанка, 2003.
- Персональная выставка(живописи и сценографии) к 60-летию со дня рождения. Уфа, Башкирский государственный художественный музей им. М. В. Нестерова, 2009.
- Персональный модуль (сценография, живопись) в рамках выставки произведений М. Н. Арсланова (сценография) и совместно с Д. Р. Арслановой (сценография, живопись). К 100-летию со дня рождения М. Н. Арсланова. Уфа, Башкирский государственный художественный музей им М. В. Нестерова, 2010.
- «Башкирская сюита» (живопись). Творческий проект на соискание Государственной премии РБ им. Салавата Юлаева. Уфа, выставочный зал «Эрмитаж» Башкирский театр оперы и балета, 2010.
- Совместно с учениками- студентами-сценографами кафедры живописи ФИИ УГАИ им. Загира Исмагилова. Уфа, выставочный зал «Эрмитаж» Башкирский театр оперы и балета, 2010.
- Персональная выставка к 65-летию со дня рождения (живопись, сценография). Уфа, Уфимская художественная галерея, 2011.
- Межрегиональная выставка произведений художников театра и кино. Екатеринбург, ЕО ВТОО (союза художников России), 2011.
- «Сценография музыкального театра». Ретроспективная выставка произведений художников-сцнографов РБ, посвящённая 75-летию Башкирского государственного театра оперы и балета. Уфа, выставочный зал «Эрмитаж» Башкирский театр оперы и балета, 2012.
- Межрегиональная выставка «Урал-XI» (2013, Тюмень).
- Персональный модуль (живопись) в экспозиции выставки в рамках художественного форума «АРТ УФА — 2015». Уфа, ВДНХ-ЭКСПО, 2015.
- Персональная выставка «Отражение», Москва, выставочный зал союза художников России, 2017.

## Награды и премии
- Заслуженный деятель искусств Башкирской АССР (1989)
- Заслуженный деятель искусств Российской Федерации (1999)
- Золотая медаль «За вклад в отечественную культуру» (2011)
- Орден «Служение искусству» I степени (2011)
- Золотая медаль ВТОО Союз художников Российской Федерации (2011)
- Народный художник Республики Башкортостан (2013)
- Премия имени Салавата Юлаева (2018)[4]